# Nólsoy

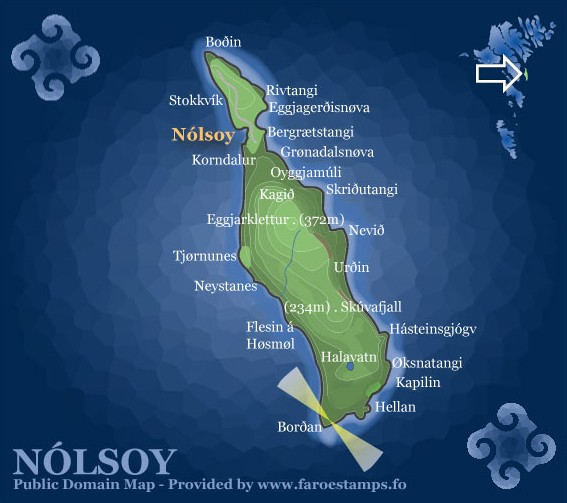
Mapa Nólsoy

Nólsoy (far. wym. [ˈnœlsɔi lub &#91;ˈnœlsɪ], duń. Nolsø) – jest jedną z mniejszych wysp archipelagu Wysp Owczych, położonym na Morzu Norweskim. 10,3 km² daje jej dwunastą pozycję pod tym względem, a 268 mieszkańców stawia ją na ósmym miejscu. Na wyspie są cztery góry, z których najwyższą jest Eggjarklettur (372 m n.p.m.), jest tam też jedno jezioro (Halavatn) oraz rzeka. Na Nólsoy jest największa na świecie kolonia nawałników.
Jedyną osadą wyspy jest Nólsoy, w której skupia się cała ludność wyspy. Widać z niej stołeczne miasto Thorshavn. Na Wyspie jest też XVIII-wieczna latarnia morska. Znajduje się ona na południowym krańcu.
Nólsoy był domem kilku farerskich artystów. Jednym z nich był Nólsoyar-Páll (Poul Nolsøe), poeta promujący nowoczesne metody rybołówstwa. Urodził się też tu Steffan Danielsen, malarz, ukazujący w dużej mierze farerski krajobraz. Był jeszcze Ove Joensen, podróżnik, który na swej łodzi wiosłowej, która do dziś może być oglądana w wiosce, przepłynął z Nólsoy do Kopenhagi.

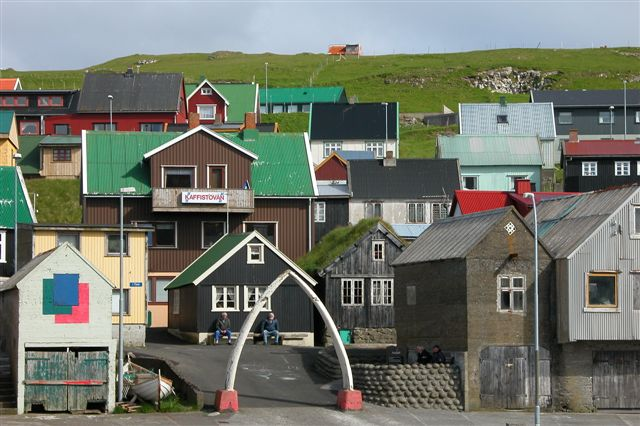
Nólsoy bygd
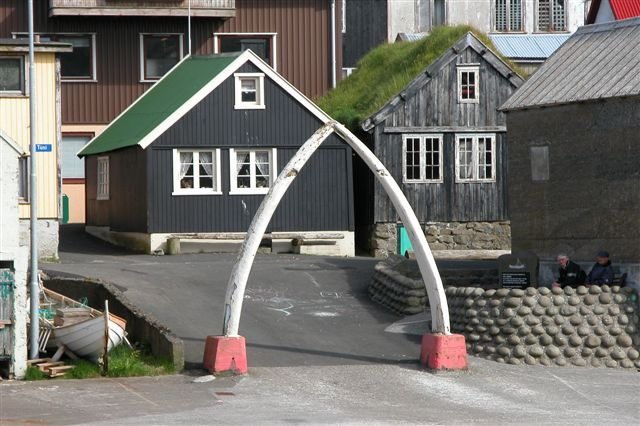
Nólsoy bygd
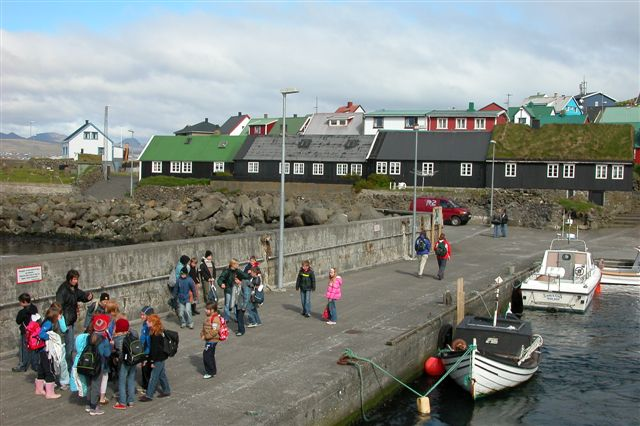
Nólsoy bygd
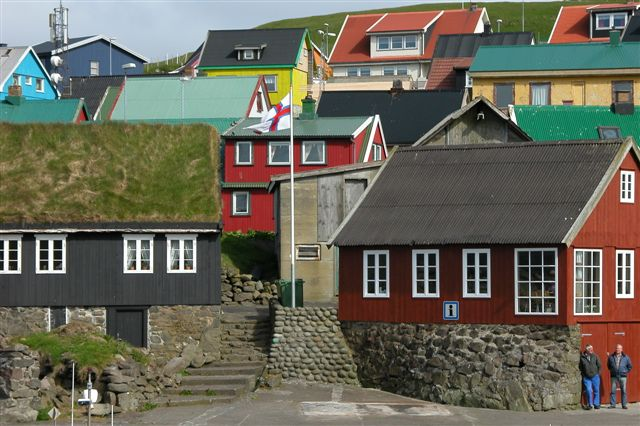
Nólsoy bygd